# Pont Vieux (Nice)
De Pont Vieux, vroeger Pont Saint-Antoine, is een voormalige brug over de Paillon in de Franse stad Nice. De brug lag ter hoogte van de Avenue Félix Faure en de Boulevard Jean Jaurès.
De oudste melding van de brug dateert uit 1250. In 1323 lag hier een stenen brug met drie bogen. Na een zware overstroming in 1565 werd een nieuwe brug op deze plaats gebouwd. Langs de stadszijde sloot de brug aan op de stadsmuur en de stadspoort Porte Saint-Antoine of Porte du Pont. Ook aan de overzijde was er een versterking. In de jaren 1620 werd de stadsversterking gemoderniseerd en kwam er een bastion aan de brug te liggen. In 1706 liet koning Lodewijk XIV van Frankrijk de stadsomwalling van Nice slechten en ook de Porte Saint-Antoine werd afgebroken. Vanaf 1720 werd een nieuwe, 3,2 meter brede  brug gebouwd samen met nieuwe bastions. Tot in de 19e eeuw was deze brug de enige vaste oeververbinding over de Paillon in Nice. In de jaren 1920 werd de Paillon overdekt en in 1921 werd de brug afgebroken. In 2003-2004 gebeurde er een archeologisch onderzoek aan de zuidzijde van de voormalige brug.

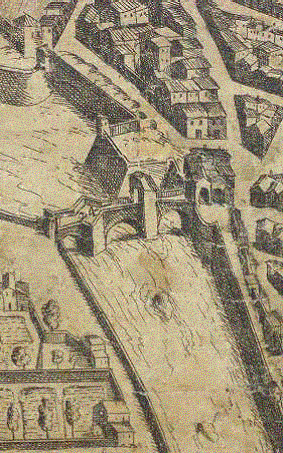
De Pont Vieux (begin 17e eeuw)
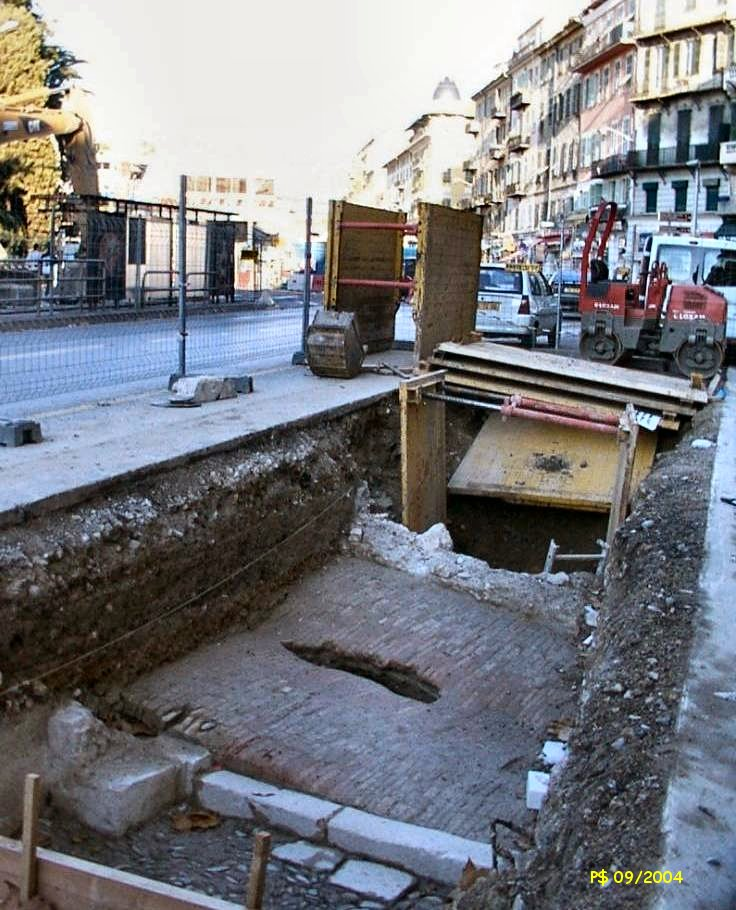
Blootgelegd wegdek in baksteen van de Pont Vieux op de Boulevard Jean Jaurès